# Breakbeat
Ein Breakbeat ist ein Rhythmus, der in der elektronischen Musik verwendet wird.
Dabei werden Ausschnitte echter Schlagzeugrhythmen (Samples), die meist aus Breaks von Funkliedern stammen, als Loop abgespielt. Oft werden dabei auch mehrere Aufnahmen in Bruchteile von Takten oder in lange Ausschnitte zerhackt und in veränderter Abfolge übereinander gelegt (Slicing). Besonders in Jungle-Produktionen wird die Abspielgeschwindigkeit drastisch erhöht und die Samples werden mit zahlreichen Effekten versehen.
Seinen Ursprung hat der Breakbeat im New York der 1970er-Jahre. In einer Disco mixte Kool DJ Herc zwei als Schlagzeugsoli angelegte Breaks nahtlos ineinander. Dieses Experiment war die Wurzel von Hip-Hop, Drum and Bass und dem, was heute unter Breakbeat verstanden wird.
Als Breakbeat werden auch die musikalischen Genres bezeichnet, in denen diese Art von Rhythmen zum Einsatz kommen. Oftmals wird die Bezeichnung implizit als Oberbegriff für Stilrichtungen wie Drum and Bass, Jungle, Hardcore, 2 Step und teilweise auch Big Beat verwendet. Sie tritt aber auch explizit wie beim Breakcore in Erscheinung.
Zu den beliebtesten Breakbeats zählen der Amen- und der Funky Drummer-Break, die beide in tausenden von Tracks verwendet wurden, insbesondere im Drum and Bass.
Als Innovationszentrum moderner Breakbeatmusik gilt die Stadt London.

## Beliebte Sample-Quellen für Breakbeats
- Amen, Brother – The Winstons
- Apache – Incredible Bongo Band
- Funky Drummer – James Brown
- Impeach the President – The Honey Drippers
- It's a New Day – Skull Snaps
- Synthetic Substitution – Melvin Bliss
- Think (About It) – Lyn Collins
- When the Levee Breaks – Led Zeppelin